# Леопольдув
Леопольдув (пол. Leopoldów) — колонія у Польщі, розташована у Люблінському воєводстві Грубешівського повіту, ґміни Тшещани.

## Історія
За даними етнографічної експедиції 1869—1870 років під керівництвом Павла Чубинського, у селі проживали греко-католики, які розмовляли українською мовою.